# Elrond
Elrond er en fiktiv karakter fra J.R.R. Tolkiens fantasyunivers. Han er konge af Kløvedal, beliggende i Midgård. Han er søn af Eärendil og Elwing. Han har en datter der hedder Arwen Aftenstjerne og to sønner der hedder Elladan og Elrohir. Elrond fik i sin ungdom muligheden for at vælge sin race, da han var halvt menneske og halvt elverslægt. Han valgte at tilhøre elverfolket. Hans bror valgte menneskeracen men fik et længere liv end nogen anden dødelig.
Elrond bliver i Ringes Herre filmene spillet af Hugo Weaving.

## Udseende
I filmen optræder Elrond med langt mørkt hår.
I bøgerne om Ringenes herre bliver han beskrevet som om hans ansigt er uden alder. Han er ærværdig som en kong kronet med mange vintre og dog kraftig som en prøvet kriger på højden af sin styrke. Der står ikke hvor gammel han er men nogle hævder at han er 6520 år gammel andre at han "kun" er omkring de 3000 da han forlader Midgård. Han har i bøgerne også grå øjne som skinner klart som aftenen og inden i dem skinnede et lys som stjernes skær og hans to sønner og datter har arvet. Hans hår er mørkt som tusmørkets skygger og på det ligger en krone af sølv. Han bliver regnet som en mægtig skikkelse både blandt mennesker og elver.
I Hobbitten bliver han beskrevet som at han var ædel og så smuk at skue som en elverfyste, så stærk som en kriger, så klog som en troldmand, så ærværdig som en dværgkonge og så venlig som somrene selv.

## Filmene
I den første film er det ham der helbreder Frodo efter flugten til vadestedet. Han indkalder også til rådssamling for at finde ud af hvad der skal ske med ringen.
I film to overtaler han sin datter Arwen til at tage til havnen for at drage over havet til de udødeliges land. Det er også ham der sørger for hjælp til menneskene til slaget ved Helms kløft. Han sender besked til Galadriel om at sende hærene af sted.
I film tre får han elversmedene til at smede sværdet Andúril efter han er blevet opfordret af Arwen som er vendt tilbage. Han drager derefter til mønstringen i Rohan og overdrager Aragorn sværdet og råder ham til at drage af de døde stier. Da krigen er vundet tager han Arwen med til Aragorns kroning og lader hende finde sammen med Aragorn.

## Bøgerne
I bog nummer et er det ham der sender de folk ud der tør ride mod de ni Nazgul af sted ud i ødemarken for at hjælpe Frodo med at komme til Kløvedal. Det er ham der helbreder Frodo efter at Glorfindels hest havde redet ham fra de ni ryttere ved at få floden til at skylle deres heste bort. Det er også ham der indkalder til rådssamling hvor han da fortæller hvordan det i sin tid gik til at de tre ringe blev smedet. Det er også ham der sørger for at Aragorn får sit sværd Andúril smedet på ny af elversmedende. Han sender også spejdere ud efter at Frodo har besluttet han vil prøve at finde vejen til Mordor for at finde ud af hvad der er sket efter at de ni Nazguls heste omkom i floden. Hans to sønner foretager en lang rejse i den forbindelse men vil ikke snakke med nogen anden end deres far om det.
I bog to optræder Elrond ikke.
I bog nummer tre finder man også ud af at Elrond besidder en af de tre ringe som elverne ejer. Han er også den der vier Arwen og Aragorn i kongernes by på midsommer aften. Det volder ham dog stor sorg at måtte skilles fra sin datter for han ved at han må drage over havet og hun nu bliver tilbage. I bog tre finder man også ud af at Elrond har været som en far for Aragonda denne bliver dræbt mens Aragorn kun er to år gammel. Elrond ser Aragon som sin egen søn og gir ham ofte råd inden han drager ud på farefulde rejser. Han beder også Aragorn om at ikke at gifte sig inden han drager ud på rejse efter han har forelsket sig i Arwen.
Da det grå kompagni kommer ridende ind i Rohan i stor hast for at finde Aragorn er Elronds sønner med dem og fra dem får Aragorn en besked fra Elrond om at drage af de døde stier. Arwen sender med det grå kompagni også en stander til Aragorn som han bruger da han ankommer til Gondor midt i krigen.
Elrond har også i bogen Hobbitten en vigtig rolle. Det er ham der finder ud af at der er måneruner tegnet på kortet som det selskab hvor Bilbo er med har.